# Chirombigo
Chirombigo ist ein Fluss auf Anjouan, einer Insel der Komoren in der Straße von Mosambik.

## Geographie
Der Fluss entspringt am Rand der Hochebene von Mrémani im Südwesten von Anjouan. Er mündet nach kurzem Lauf in den Itsahou und dieser bald darauf in die Straße von Mosambik.